# اکالپور
اکالپور (به انگلیسی: Achalpur) در هند است که در مهاراشترا واقع شده‌است.

## خصوصیات
اکالپور ۱۰۷٬۳۱۶ نفر جمعیت دارد و ۳۶۹ متر بالاتر از سطح دریا واقع شده‌است.